# Museo de los Piratas y Tesoros de San Agustín
El Museo de los Piratas y Tesoros de San Agustín (en inglés: St. Augustine Pirate & Treasure Museum) es un museo dedicado a los artefactos de piratería.
Anteriormente conocido como el Pirate Soul Museum (Museo Alma Pirata), el museo se encontraba en el 524 de la calle Front, Key West , Florida, al sur de los Estados Unidos. Se anunció en febrero de 2010 que el museo estaba siendo trasladado a San Agustín en el mismo estado de Florida. Se volvió a abrir allí el 8 de diciembre de 2010 como Museo de los Piratas y Tesoros de San Agustín.
El museo alberga 48 salas de exposición individuales que contienen la mayor y más auténtica colección de artefactos piratas reunidos bajo el mismo techo.  Entre sus exposiciones existen trabucos originales de Barbanegra , piezas de oro recuperadas de su buque de guerra de venganza de la reina Ana, una de las tres restantes banderas auténticas Jolly Roger en el mundo, y el cofre del tesoro original de Thomas Tew (el única cofre del tesoro de un pirata conocido auténtico en el mundo).
El museo fue iniciado por el empresario Pat Croce.